# Inderøy
Inderøy ist eine Kommune im norwegischen Fylke Trøndelag. Verwaltungszentrum und größte Ortschaft ist Straumen.

## Geografie
Inderøy umfasst die namensgebende Halbinsel Inderøya einen kleinen Teil des Festlandes, sowie der Halbinsel Mosvik, die den südöstlichsten Teil der Halbinsel Fosen ausmacht. Im Norden wird die Kommune vom Beitstadfjord und seinem südwestlichen Ausläufer, dem Verrasund begrenzt. Im Süden liegt der Trondheimfjord und im Osten der Børgin. Inderøy liegt etwa 100 km nordöstlich der Stadt Trondheim. Am 1. Januar 2012 wurde die bis dahin selbstständige Gemeinde Mosvik nach Inderøy eingemeindet.
Inderøy gehört zum Frostathing, ursprünglich ein gesetzgebendes Organ, heute nur noch Gerichtsbezirk der Mittelinstanz.
Das Wappen enthält vier Schollen auf rotem Grund. Die im Fjord gefangene Scholle ist die lokale Spezialität von Inderøy.

## Söhne und Töchter der Kommune
- Ole Richter (1829–1888), Jurist und Politiker
- Håkon Løken (1859–1923), Jurist und Politiker
- Bjarne Lyngstad (1901–1971), Politiker
- Harald Skjervold (1917–1995), Tierzuchtwissenschaftler
- Ivar Ramstad (1924–2009), Diskuswerfer
- Nils Aas (1933–2004), Bildhauer
- Lorns Skjemstad (1940–2024), Skilangläufer
- Ingrid Bolsø Berdal (* 1980), Schauspielerin